# Спектрална серия
Спектрална серия е съвкупност от спектрални линии, обединена в специфична група. Серийната структура е характерна за емисионните спектри на повечето свободни (несвързани) атоми – например атомарен водород. Тази структура на атома е свързана с дискретността на енергетичните нива, на които могат да се намират електроните. Първоначално този факт е установен експериментално чрез експеримента на Франк и Херц, а едва след това е обяснен теоретично от квантовата теория (квантова механика).

## Спектрални серии на водорода
Установено е, че при поглъщане или излъчване на квант светлинна енергия от водородния атом се наблюдава следната зависимост за дължината на вълната на излъчените спектрални линии (λ):
{\displaystyle {\frac {1}{\lambda }}=R\left({\frac {1}{n^{2}}}-{\frac {1}{m^{2}}}\right)},
където:
- λ – дължина на вълната;
- {\displaystyle \nu ={\frac {1}{\lambda }}} – вълново число, или още приведена честота, мерната му единица е cm-1;
- R – Константата на Ридберг, стойността ѝ за водорода е 109 677,571 cm-1;
- m и n – цели числа, които представляват главно квантово число за определено енергетично ниво.

Съвкупността от спектрални линии, принадлежащи на определен атом, се подчиняват на такава зависимост. Всяка група от излъчени светлинни кванти с вълнови числа, за които n е константа, а m приема стойности n+1, n+2,… се нарича спектрална серия. За атома на водорода n=1, 2, 3 и 4 спектралните серии имат имена – съответно серии на Лайман, Балмер, Пашен и Брекет.